# Bonino da Campione

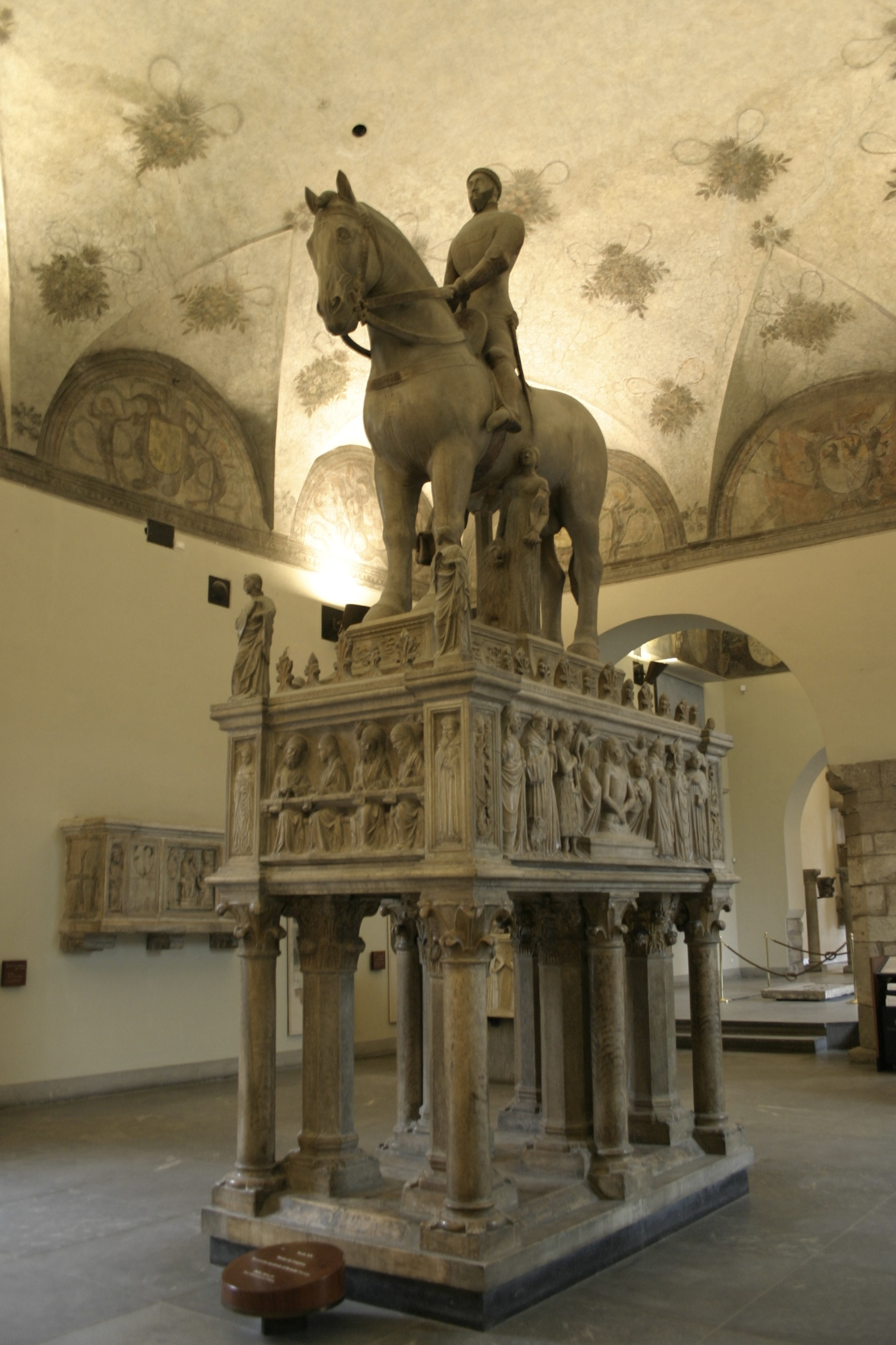
Monumento funerário de Barnabé Visconti e Béatrice.

Bonino da Campione (Campione d'Italia, 1325 aproximadamente - 1397 aproximadamente) foi um escultor gótico italiano da segunda metade do século XIV.
Sendo um dos mais notórios maestros campioneses, ativo entre 1350 e 1390, sua obra se caracteriza por uma chamativo realismo que parece pressagiar  o Renascimento e por uma narrativa formal sucinta, característica da região setentrional influenciada então por estilos alemães.

## Obra
As principais obras de Bonino atualmente existentes são:
- Monumento fúnebre de Bernabé Visconti (é especialmente chamativa a estátua eqüestre), no Castelo Sforzesco, em Milão.
- Monumento ao Cansignorio della Scala (1374), na igreja de Santa Maria Antica, em Verona.